# Крріш
Крріш — фантастичний фільм 2006 року.

## Сюжет
Це зразкове фантастичне кіно про супергероїв з надмірною участю комп'ютерних спецефектів і яскравими боями, поставленими гонконзьким маестро Чін Су таном, відомим хоча б своєю роботою над такими фільмами як «Герой» і «Дім літаючих кинджалів». Творці фільму «Krrish» вирішили в комерційних цілях зробити сіквел цілком самостійним твором. Для цього вони змусили героїв першого фільму загинути в автокатастрофі вже до початку сиквела. З цієї причини героєм нового фільму стане їхній син Кріш (скорочено від «Крішна»), який, досягши повноліття, виявить у себе неймовірні здібності. Далі - зрозуміло. Якщо ти виявив у себе здатність кулаком пробивати стіни, то цілком логічно, якщо вже на другу добу ти виходиш на вулицю виключно в костюмі супергероя. Особливо, якщо ти дізнаєшся про те, що божевільний мільярдер Арій Сідхантх вже знайшов чудовий спосіб, як захопити світ.